# Kemaliye
Kemaliye (en arménien Ակն, Akn) est une ville et un district de la province d'Erzincan dans la région de l'Anatolie orientale en Turquie.

## Histoire
Fondée au XIe siècle par des Arméniens transfuges de Van et du royaume de Vaspourakan.